# Valdemadera
Valdemadera is een gemeente in de Spaanse provincie en regio La Rioja met een oppervlakte van 13,93 km². Valdemadera telt 7 inwoners (1 januari 2016).

## Demografische ontwikkeling

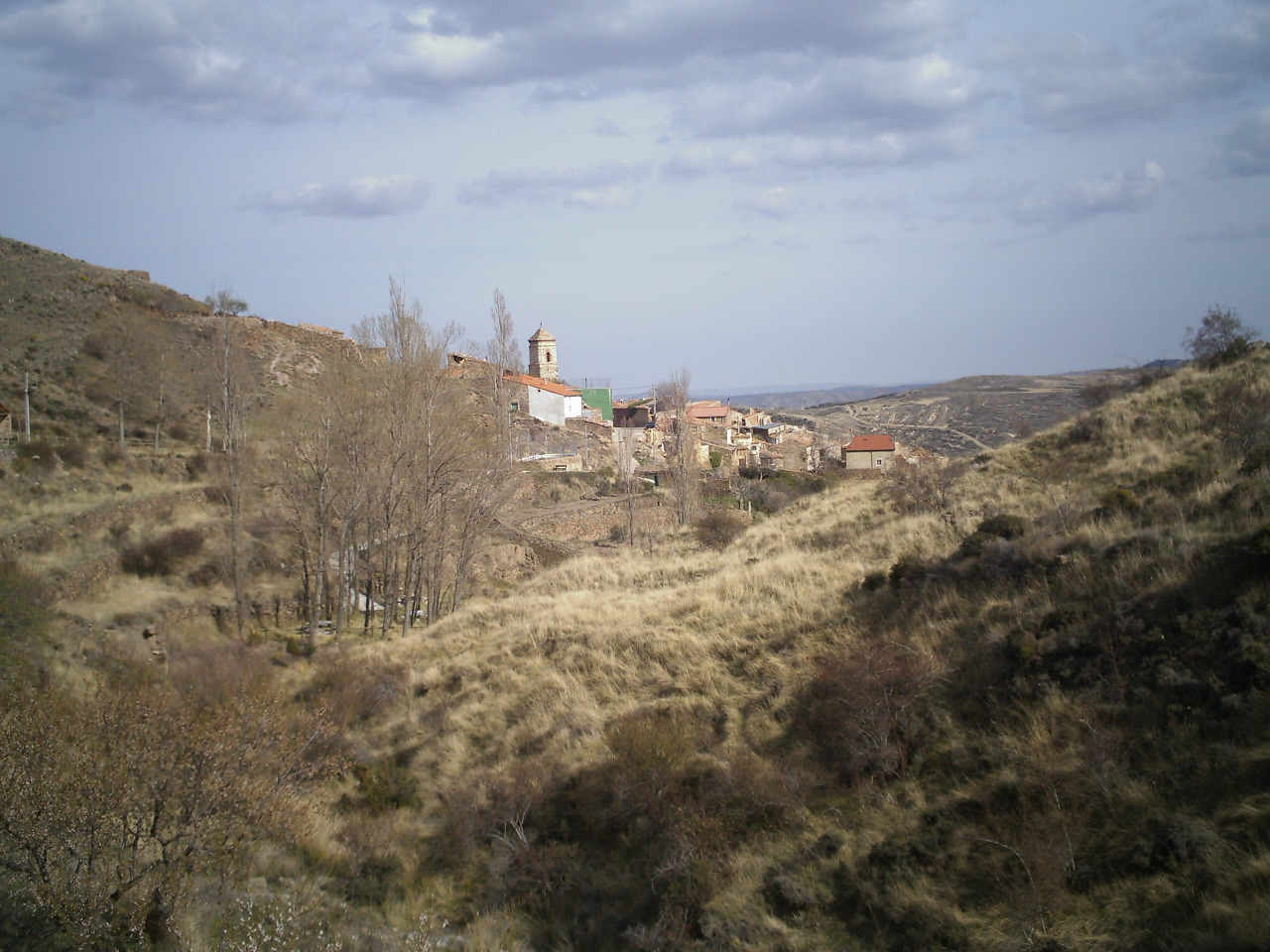
Zicht op Valdemadera

Bron: INE, 1857-2011: volkstellingen